# Goryl nizinny
Goryl nizinny (Gorilla gorilla) – gatunek ssaka naczelnego z podrodziny Homininae w obrębie rodziny człowiekowatych (Hominidae), najliczniejszy z goryli. Liczebność jego populacji była szacowana na ok. 100 tys., jednak po odnalezieniu na północy Konga kolejnych 125 tys. liczba ta wzrosła do 175-225 tys. W marcu 2012 roku ogłoszono w Nature zsekwencjonowanie genomu tego gatunku.

## Zasięg występowania
Goryl nizinny występuje w środkowej Afryce zamieszkując w zależności od podgatunku:
- G. gorilla gorilla – goryl nizinny – południowy Kamerun, południowo-zachodnia Republika Środkowoafrykańska, Gwinea Równikowa, Gabon, Kongo i północna Angola (Kabinda).
- G. gorilla diehli – goryl zachodni – południowo-wschodnia Nigeria i zachodni Kamerun.

## Taksonomia
Gatunek po raz pierwszy naukowo opisał w 1847 roku amerykański przyrodnik Thomas Staughton Savage nadając mu nazwę Troglodytes gorilla. Holotyp pochodził z Mpongwe, w Gabonie. 
W 2001 roku w Ebo Forest w zachodnim Kamerunie odkryto niewielką populację goryli, geograficznie pośrednią między podgatunkami gorilla i diehli. Potrzebne są analizy genetyczne, aby ustalić, czy goryle z Ebo stanowią odrębną grupę taksonomiczną. Autorzy Illustrated Checklist of the Mammals of the World rozpoznają dwa podgatunki.

### Etymologia
- Gorilla: nazwa pochodzi od greckiego słowa Γοριλλαι Gorillai „plemię owłosionych kobiet” nazwane przez Hannona, kartagińskiego żeglarza, który przypuszczalnie przybył (około 480 p.n.e.) na obszar dzisiejszego Sierra Leone[24].
- diehli: pan Diehl, niemiecki pracownik German Northwestern Cameroon Company, który dostarczył czaszkę, na podstawie której Paul Matschie opisał nowy takson[25].

## Morfologia

Czaszka samca

Długość ciała (bez ogona) samców 103–107 cm, wysokość w pozycji stojącej samic 109–152 cm, samców 138–180 cm; masa ciała samic 57–73 kg, samców 145–191 kg. Goryl nizinny jest nieco mniejszy od goryla górskiego. 
Goryl nizinny ma szeroką, dobrze umięśnioną klatkę piersiową i grubą szyję. Również jego ręce i stopy są mocno zbudowane i bardzo umięśnione. Futro, które pokrywa całe ciało goryla nizinnego z wyjątkiem twarzy, wnętrza dłoni i podeszew stóp, ma kolor od ciemnoszarego do ciemnobrązowego. Włosy na głowie mają często odcień rudobrązowy. Podobnie jak u innych gatunków goryli futro dorosłego samca goryla nizinnego w dolnej części grzbietu ma kolor srebrzysty.
Głowa goryla nizinnego jest większa i grubsza niż u innych gatunków goryli. Charakterystyczne są jego wyraziste, mocno wystające brwi.
Odległość między kciukiem i pozostałymi palcami stopy jest większa niż u innych gatunków goryli.
Dieta goryli nizinnych składa się głównie z owoców, termitów i mrówek. W poszukiwaniu owoców przemierzają dziennie średnio ok. 1 km, a obszar ich aktywności obejmuje powierzchnię od 7-14 km².

## Ekologia
Goryl nizinny (Gorilla gorilla) występuje w nizinnych lasach tropikalnych oraz bagnach. Spotykany jest na wysokościach od poziomu morza do 1600 m n.p.m. Na obszarze jego występowania nie ma dużego zagęszczenia skupisk ludzkich.

## Status ochronny
G. gorilla został wpisany do Czerwonej Księgi IUCN jako gatunek krytycznie zagrożenia wyginięciem w najbliższej przyszłości. Objęty jest również Konwencją CITES.